# Baudaok
Baudaok is een bestuurslaag in het regentschap Belu van de provincie Oost-Nusa Tenggara, Indonesië. Baudaok telt 535 inwoners (volkstelling 2010).